# Ally McCoist
Alistair Murdoch „Ally” McCoist, MBE (Bellshill, 1962. szeptember 24. –) skót labdarúgócsatár, edző, kommentátor.
Labdarúgó-pályafutását a skót St. Johnstone klubnál kezdte, majd 1981-ben az angol Sunderlandnél folytatta. Két évvel később visszatért Skóciába és a Rangershez nigazolt. A Rangersnél sikeres időszakot töltött, ő tartja a klub gólrekordját, és az 1988–89 és 1996–97 szezonok között kilencszer egymás után nyerte meg a bajnokságot. Később a Kilmarnocknál játszott. 2007-ben bekerült a skót sport hírességeinek csarnokába, majd a skót labdarúgó-hírességek csarnokába. Összesen 61-szer szerepelt a válogatott színeiben.